# さんまのFNS全国アナウンサー一斉点検
『さんまのFNSアナウンサー全国一斉点検（さんまのエフエヌエスアナウンサーぜんこくいっせいてんけん）は2019年からフジテレビ系列で放送されている番組。明石家さんまの冠番組。

## 概要
2013年まで放送された『草彅剛の女子アナスペシャル』を前身番組とし、2019年に6年ぶりに復活した番組で、FNS各局から"ヤバイ"アナウンサー通称ヤバウンサーを選抜し、バラエティ番組の即戦力となる新スターを見つけるため、さんまが一斉点検する。リポート力や漢字力など仕事面のほか、性格や私服などの私生活が本当にヤバイのかを審査する。2020年に2回目を放送している。2024年、『FNS明石家さんまの推しアナGP』（土曜プレミアム枠）とタイトルを変えて4月20日に放送した。

### 第1回（2019年）
- 神聖な場所でイチャイチャしているアナウンサー夫婦…ヤバくない!?（生野陽子、中村光宏）
- 会社から夫にラブラブメッセージ送るアナウンサー…ヤバくない!? 仕事中愛する夫にラブラブ動画を送る新婚アナ（山﨑夕貴）
- 山﨑アナ&おばた夫妻にイチャイチャっぶり…ヤバくない!? 衝撃映像夫に甘える新婚山崎アナ（【居酒屋】 山﨑夕貴、おばたのお兄さん、コータロー（ギャラクシー）・【フジテレビアナウンサー室】生田竜聖）
- おじさまキラーすぎるアナウンサー…ヤバくない!? 年上の男性を手玉にとる魔性アナ（河合莉菜、井上綾夏）
- FNSアナウンサーのヤバイハプニング集…放送事故!?アナウンサー生放送のハプニング24連発前半戦（渡辺和洋、高橋裕二（岩手めんこいテレビ※VTR出演）、榎並大二郎、酒主義久、住本結花（岩手めんこいテレビ）※VTR出演、宮武紗里、瀬良有里奈（テレビ宮崎）※VTR出演、大川立樹、上中勇樹、福本義久（北海道文化放送）※VTR出演、西山穂乃加（テレビ新広島）※VTR出演、上中勇樹、斉藤舞子※VTR出演、牧原俊幸※VTR出演、榎並大二郎）
- アナウンサーニュースの常識一斉点検 アナウンサーニュースの常識を抜き打ちテスト（【見届け人】中岡創一（ロッチ）、西山喜久恵【解答者】Aブロック：佐野瑞樹、上中勇樹、杉原千尋、永島優美、Bブロック：三上真奈、藤井弘輝、三田友梨佳）
- 勝負服が全身ヒョウ柄アナ ヤバくない!?（榎木田朱美）
- 勝負服のセンスが微妙なアナ（杉本なつみ）
- FNSアナウンサーのヤバイハプニング集…生放送事故!?アナウンサー生放送のハプニング24連発後半戦（永島優美、田島嘉晃、久慈暁子、中村光宏）
- 表の顔と裏の顔が違いすぎるアナウンサー…ヤバくない!? 裏の顔がヤバイ!?他人のモノは俺のモノお土産をごっそり持って帰るアナ（大谷真宏）
- 表の顔と裏の顔が違いすぎるアナウンサー…ヤバくない!? こそこそ日焼けサロンに通うアナ…ヤバくない!?（榎並大二郎）
- 親の歌い方に寄せすぎな二世アナ…ヤバくない!? 父・藤井フミヤの歌い方に寄せる二世アナ（【カラオケボックス】藤井弘輝、佐野瑞樹、椿原慶子、谷岡慎一、生田竜聖、酒主義久、宮澤智、三上真奈、永島優美、永尾亜子）
- 結婚相手に対する条件が厳しすぎるアナウンサー…ヤバくない!? 女性に求める結婚の条件が厳しいアナ（倉田大誠）
- 結婚相手に対する条件が厳しすぎるアナウンサー…ヤバくない!? バツ2だけど…女性に求める結婚条件が厳しいアナ（佐野瑞樹）
- 真面目そうだけど「恋愛は略奪愛が燃える」アナ（田島嘉晃）

### 第2回（2020年）
- 夫の実家に新年の挨拶に行く山﨑アナが…ヤバい!?（山﨑夕貴、おばたのお兄さん）
- ギクシャクPART1 同期でギクシャクしすぎなアナウンサー…ヤバくない!?（【先生】佐野川谷有加子【研修者】久慈暁子、海老原優香、黒瀬翔生、安宅晃樹）
- ギクシャクPART2 後輩アナへの当たりが鬼ヤバイアナウンサー…ヤバくない!?（淵本恭子、岸下恵介【上司】上岡元）
- ギクシャクPART3 同期アナへの当たりが鬼ヤバイアナウンサー…ヤバくない!?（佐藤有里香、阿江保智）
- アナウンサーニュースの常識を抜き打ちテスト アナウンサーなら答えられる?（【見届け人】中岡創一（ロッチ）、西山喜久恵【解答者】藤本万梨乃、上中勇樹、久代萌美、安宅晃樹、杉原千尋、藤井弘輝）
- 昔の写真と今が違いすぎるアナウンサー…ヤバくない!?（鈴木唯、藤本万梨乃、宮澤智、谷元星奈、永尾亜子、岡部楓子）
- アナウンサーのヤバすぎる恋愛事情（久代萌美、淵本恭子、八重樫葵、速水里彩、岡部楓子）
- FNSアナウンサーのヤバい!?ハプニング集…放送事故!?アナウンサー生放送中のヤバいハプニング21連発（重松沙恵（さくらんぼテレビ）※VTR出演、安宅晃樹、三上真奈、岡部楓子、阿江保智、上中勇樹、高里絵理奈、渡辺和洋、稲垣真一、永島優美）
- 石川愛にビジネス臭がするアナウンサー…ヤバくない!?（今井友理恵）
- 上司と部下で距離間が異常に近すぎるおっさんずラブ状態のアナウンサー…ヤバくない!?（佐野瑞樹、倉田大誠）

## 放送日一覧
| 回数  | 放送日                   | 放送時間（JST） | 放送タイトル                             | ヤバウンサー                  | 推しアナグランプリ                      | 備考                                            |
| ----- | ------------------------ | --------------- | ---------------------------------------- | ----------------------------- | --------------------------------------- | ----------------------------------------------- |
| 第1回 | 2019年2月9日 （土曜日）  | 21:00 - 23:40   | さんまのFNSアナウンサー 全国一斉点検     | 大谷真宏 (テレビ西日本)       |                                         | 『土曜プレミアム』枠で放送。 向上委員会は休止。 |
| 第2回 | 2020年4月18日 （土曜日） | 21:00 - 23:40   | さんまのFNSアナウンサー 全国一斉点検2020 | 岡部楓子 (さんいん中央テレビ) |                                         | 『土曜プレミアム』枠で放送。 向上委員会は休止。 |
| 第3回 | 2024年4月20日 （土曜日） | 21:00 - 23:40   | FNS明石家さんまの推しアナGP              |                               | 上垣皓太朗 (フジテレビ新人アナウンサー) | 『土曜プレミアム』枠で放送。 向上委員会は休止。 |

## 出演者

### 司会
- 明石家さんま

### 進行
- 山﨑夕貴（フジテレビアナウンサー）
- 佐々木恭子（フジテレビアナウンサー）

### ゲスト
第1回（2019年）
- 木村佳乃
- 志尊淳

第2回（2020年）
- 釈由美子

### パネラー
第1回（2019年）
- 近藤春菜（ハリセンボン）
- 陣内智則
- ハライチ
- 若槻千夏

第2回（2020年）
- 近藤春菜（ハリセンボン）
- 陣内智則
- ハライチ
- ゆきぽよ

### フジテレビアナウンサー
| 放送局     | 氏名         | 第1回（2019年） | 第2回（2020年） | 第3回（2024年） |
| ---------- | ------------ | --------------- | --------------- | --------------- |
| フジテレビ | 西山喜久恵   | ○               | ○               | ○               |
| フジテレビ | 佐野瑞樹     | ○               | ○               | ○               |
| フジテレビ | 伊藤利尋     | ○               | ○               | ○               |
| フジテレビ | 佐々木恭子   | ×               | ×               | ○（進行）       |
| フジテレビ | 渡辺和洋     | ○               | ○               | ○               |
| フジテレビ | 倉田大誠     | ○               | ○               | ○               |
| フジテレビ | 斉藤舞子     | ×               | ×               | ○               |
| フジテレビ | 田淵裕章     | ×               | ×               | ○               |
| フジテレビ | 生野陽子     | ○               | ○               | ○               |
| フジテレビ | 中村光宏     | ○               | ○               | ○               |
| フジテレビ | 榎並大二郎   | ○               | ○               | ○               |
| フジテレビ | 椿原慶子     | ○               | ×（育休）       | ×               |
| フジテレビ | 福井慶仁     | ×               | ×               | ○               |
| フジテレビ | 谷岡慎一     | ○               | ×               | ×               |
| フジテレビ | 山崎夕貴     | ○（進行）       | ○（進行）       | ×（育休）       |
| フジテレビ | 生田竜聖     | ○               | ○               | ○               |
| フジテレビ | 竹内友佳     | ×               | ×               | ○               |
| フジテレビ | 三田友梨佳   | ○               | ○               | 退社            |
| フジテレビ | 久代萌美     | ○               | ○               | 退社            |
| フジテレビ | 酒主義久     | ○               | ×               | ×               |
| フジテレビ | 宮澤智       | ○               | ○               | ×（育休）       |
| フジテレビ | 内田嶺衣奈   | ×               | ×               |                 |
| フジテレビ | 木村拓也     | ×               | ×               | ○               |
| フジテレビ | 三上真奈     | ○               | ○               | ×               |
| フジテレビ | 永島優美     | ○               | ○               | ×（育休）       |
| フジテレビ | 新美有加     | ○               | ○               | ○               |
| フジテレビ | 上中勇樹     | ○               | ○               | ○               |
| フジテレビ | 鈴木唯       | ○               | ○               | ○               |
| フジテレビ | 堤礼実       | ×               | ○               | ○               |
| フジテレビ | 永尾亜子     | ○               | ○               | 退社            |
| フジテレビ | 藤井弘輝     | ○               | ○               | ○               |
| フジテレビ | 安宅晃樹     |                 | ○               | ○               |
| フジテレビ | 海老原優香   | ○               | ○               |                 |
| フジテレビ | 久慈暁子     | ○               | ○               | 退社            |
| フジテレビ | 井上清華     | ○               | ○               | ○               |
| フジテレビ | 杉原千尋     | ○               | ○               | ○               |
| フジテレビ | 藤本万梨乃   | 入社前          | ○               | ×               |
| フジテレビ | 佐久間みなみ | 入社前          | ○               | ×               |
| フジテレビ | 德田聡一朗   | 入社前          | ○               | ×               |
| フジテレビ | 渡邊渚       | 入社前          | ○               | ×（休職中）     |
| フジテレビ | 竹俣紅       | 入社前          | 入社前          | ○               |
| フジテレビ | 山本賢太     | 入社前          | 入社前          | ○               |
| フジテレビ | 岸本理沙     | 入社前          | 入社前          | ○               |
| フジテレビ | 原田葵       | 入社前          | 入社前          | ○               |
| フジテレビ | 東中健       | 入社前          | 入社前          | ○               |

### FNS系列局アナウンサー
| 放送局                    | 第1回（2019年）              | 第2回（2020年）     | 第3回（2024年）    |
| ------------------------- | ---------------------------- | ------------------- | ------------------ |
| 北海道文化放送（uhb）     | 柴田平美                     | 千須和侑里子        |                    |
| 福島テレビ（FTV）         |                              | 八重樫葵            |                    |
| NST新潟総合テレビ（NST）  | 井上綾夏                     | 高橋正和            |                    |
| 長野放送（NBS）           | 汾陽美樹                     |                     |                    |
| テレビ静岡（SUT）         |                              | 高里絵理奈          |                    |
| 富山テレビ（BBT）         | 岡部里香                     |                     |                    |
| 石川テレビ（ITC）         | 稲垣真一 河合莉菜            | 稲垣真一 今井友理恵 |                    |
| 福井テレビ（FTB）         | 田島嘉晃                     | 田島嘉晃            | 田辺真南葉         |
| 東海テレビ（THK）         | 宮武紗里                     | 速水里彩            | 篠田愛純           |
| 関西テレビ（KTV）         | 杉本なつみ 竹上萌奈 谷元星奈 | 谷元星奈            | 服部優陽           |
| さんいん中央テレビ（TSK） |                              | 須田泰生 岡部楓子   |                    |
| 岡山放送（OHK）           |                              | 岸下恵介 淵本恭子   |                    |
| 高知さんさんテレビ（KSS） |                              |                     | 田村優介           |
| テレビ西日本（TNC）       | 大谷真宏 新垣泉子            | 阿江保智 佐藤有里香 | 浜﨑日香里         |
| サガテレビ（sts）         | 森麻衣子                     |                     | 平川邦明           |
| テレビ宮崎（UMK）         | 榎木田朱美 渕上明里          |                     | オカファーエニス豪 |
| 沖縄テレビ（OTV）         |                              |                     | 後間秋穂           |

## スタッフ
FNS明石家さんまの推しアナGP（2024年4月20日放送分）
- ナレーター：伊藤利尋・宮司愛海（フジテレビアナウンサー）
- 構成：田中到、槇原レン、北本かつら、勝木友香、星野さやか
- TP：斉藤伸介（フジテレビ）
- TM：鈴木達雄
- SW：池田幸弘
- CAM：吉原喜久
- VE：宮本学
- AUD：小清水健治
- 照明：河野誠
- 美術プロデューサー：三竹寛典（フジテレビ／フジアール）
- デザイン：鈴木賢太（フジテレビ／フジアール）
- 美術進行：林勇（フジアール、第1回は美術進行、第2回はアートコーディネーター）
- 大道具：山寺宏幸
- アクリル装飾：高橋瞳
- 装飾：枝茂孝
- メイク：山田かつら
- 生花装飾：荒川直史（第2回）
- スタイリスト：波多野としこ
- 編集：浜野康良
- MA：中村美来
- 音効：高津浩史
- イラスト制作：小川晴香
- タイトルロゴ・オープニングCG：伊良皆貴大・古宮遼大（EDP graphic works）
- 番組アーカイブ：矢田伴之・瀬戸敬也（フジテレビ）
- 技術協力：ニユーテレス、fmt、IMAGICA Lab.、マルチバックス
- 協力：FNS各社
- アナウンス室：佐々木恭子・川野良子（フジテレビアナウンサー）
- 広報：土出友美（フジテレビ）
- TK：星美香
- デスク：曽根京香
- 編成：近藤篤正（フジテレビ）
- ネットワーク：松井結（フジテレビ）
- AD：一野瀬開太（ガスコイン・カンパニー）、高木裕太郎、馬塲舞子、髙柳李々花、小林姫佳、三井夢乃、稲垣安希、杉村昌汰、田村大樹
- AP：泉愛実（第1回ではFD）
- ディレクター：吉川修（スタッフラビ／しーん）、鈴木剛、井上真吾（ガスコイン・カンパニー）、三好良太（フォーミュレーションI.T.S.）、穐田章吾、阪口智稀（フジテレビ）
- プロデューサー：竹岡直弘（フジテレビ）、中村倫久（HIHO-TV）、永瀬琢也（トップシーン）
- チーフプロデューサー：五十嵐元（フジテレビ）
- 演出：玉野鼓太郎（フジテレビ）
- 総合演出：出口敬生（フジテレビ）
- 制作：フジテレビ編成制作局バラエティ制作センター
- 制作著作：フジテレビ

### 過去のスタッフ
- 制作統括：中嶋優一（フジテレビ、第1回はチーフプロデューサー、第2回は制作統括）
- ナレーター：服部潤
- 構成：松井洋介、酒井健作、福原フトシ、金森直哉、永井ふわふわ、横田俊介
- クイズ構成：日髙大介（第1回）、矢野了平（第2回）
- TP：高瀬義美
- SW：宮崎健司
- CAM：秋山勇人
- VE：齋藤雄一（第1回）、石井利幸（第2回）
- PA：森田篤
- 照明：川田淳(敦)史（第1回）、安藤雄郎（第2回）
- マルチ：マルチバックス（第2回）
- 編集：山下大樹、渕真悟（山下→第2回）
- MA：吉田肇
- 音響効果：大久保吉久（第1回）、松長芳樹（第2回）
- デザイン：邨山直也（フジテレビ）
- 装飾：門間誠
- 大道具：松本達也（第2回）、酒井孝一
- 電飾：後藤祐介
- アクリル装飾：相原加奈（第1回）、斎藤祐介（第2回）
- CGプロデューサー：小林美穂（フジテレビ）
- CGデザイン：鈴木鉄平・勝又透江（フジテレビ、鈴木→第1回、勝又→第2回）
- 3DCG：竹内美恵（第2回）
- 技術協力：カジノドライブ、青二プロダクション（カジノ・青二→第2回）
- 広報：根本智史（フジテレビ）
- TK：槇加奈子
- デスク：梅都恵（第1回）、藤田牙子（第2回）
- ネットワーク：佐藤真紀子・野上千草・齋田悠（フジテレビ、佐藤→第1回、野上→第2回）
- アナウンス室：立松嗣章・中島久美子・佐藤里佳・佐野瑞樹（フジテレビ、立松・中島→第1回、佐藤・佐野→第2回）
- AD：渡辺啓輝、菊地康介、茂木喜也、秋葉竜也、岡岬亜恋、湯川幸希、高田裕斗、川崎真弥、荒川貴洋、村田修平（龝田・菊地以外→第2回）
- 監修：渡辺琢（フジテレビ）
- ゼネラルプロデューサー：渡邊俊介（フジテレビ）
- 制作進行：勝又郁乃（D:COMPLEX）
- AD：中陳陽太、高橋敦宣、吉井美月、土田幸江、藤本菜摘、大野涼平、佐藤陽、保志場脩斗、飯山恭生、山根翼
- AP：松浦あゆみ、内田和之、尾台優美、山脇瞳、寺元由嘉、辻将太、藤本大介（藤本以外→第2回）
- ディレクター：田中良樹（フジテレビ）、青山敏雄、玉田康人、東翔大、冨田直伸（フジテレビ）、楠田健太（ガスコイン・カンパニー）、杉野幹典（フジテレビ）、福井亮一（ジッピー）、水賀美佑太、倉橋雄亮（マルホランド）、山本健太、佐藤一輝、水上雄一朗、太田直登、伊藤和・鈴木善貴（鈴木→フジテレビ）（楠田・杉野・福井以外→第2回）
- 演出：池田哲也（ステイ）、板垣忠彦（共に第1回はチーフディレクター）
- プロデューサー：橋本英司・田中美咲（フジテレビ、田中→第1回はAP）、鈴木浩史、夫馬教行（D:COMPLEX）、北條とも子（ジッピー）、志水大介（K-max）、廣中ゆかり（GUTS）、児玉芳郎、林田直子（ガスコイン・カンパニー）（橋本・夫馬・志水・廣中→第2回）
- 総合演出：中川将史（フジテレビ、第1回は演出）
- チーフプロデューサー：大江菊臣（フジテレビ、第1回はプロデューサー）
- 制作協力：D:COMPLEX、ジッピー、K-max、GUTS（ジッピー以外→第2回）、トップシーン